# Pilumnoides nudifrons
Pilumnoides nudifrons är en kräftdjursart som först beskrevs av William Stimpson 1871.  Pilumnoides nudifrons ingår i släktet Pilumnoides, överfamiljen Xanthoidea, ordningen tiofotade kräftdjur, klassen storkräftor, fylumet leddjur och riket djur. Inga underarter finns listade i Catalogue of Life.